# Kosuke Nakamachi
Kosuke Nakamachi (Saitama, 1 september 1985) is een Japans voetballer.

## Carrière
Kosuke Nakamachi speelde tussen 2004 en 2011 voor Shonan Bellmare en Avispa Fukuoka. Hij tekende in 2012 bij Yokohama F. Marinos.